# Cueva de Gorham
La cueva de Gorham (del inglés: Gorham's Cave) es una cueva del peñón de Gibraltar, considerada como uno de los últimos lugares habitados por los neandertales. Hace miles de años, en la época de los neandertales, distaba unos 5 kilómetros de la costa mediterránea. La cueva fue descubierta por el capitán británico A. Gorham en 1907, de ahí su nombre.
Lugar de importantes estudios arqueológicos desde su descubrimiento, en ella se han encontrado abundantes restos de producción lítica neandertal, así como pinturas rupestres. Se les calculó inicialmente una antigüedad de entre unos 28 000 y 24 000 años, en investigaciones  dirigidas por los arqueólogos Francisco Giles Pacheco y Clive Finlayson. Posteriormente Joaquín Rodríguez-Vidal descubrió un grabado rupestre neandertal de unos 40 000 años y con indicios de expresar pensamiento simbólico.
En 2016 cuatro cuevas, la de Gorham junto a las cuevas Vanguardia, Hiena y la de Bennett (en inglés: Vanguard, Hyaena y Bennett's cave), fueron declaradas Patrimonio de la Humamidad con el título de «Conjunto de cuevas de Gorham».

## Excavaciones

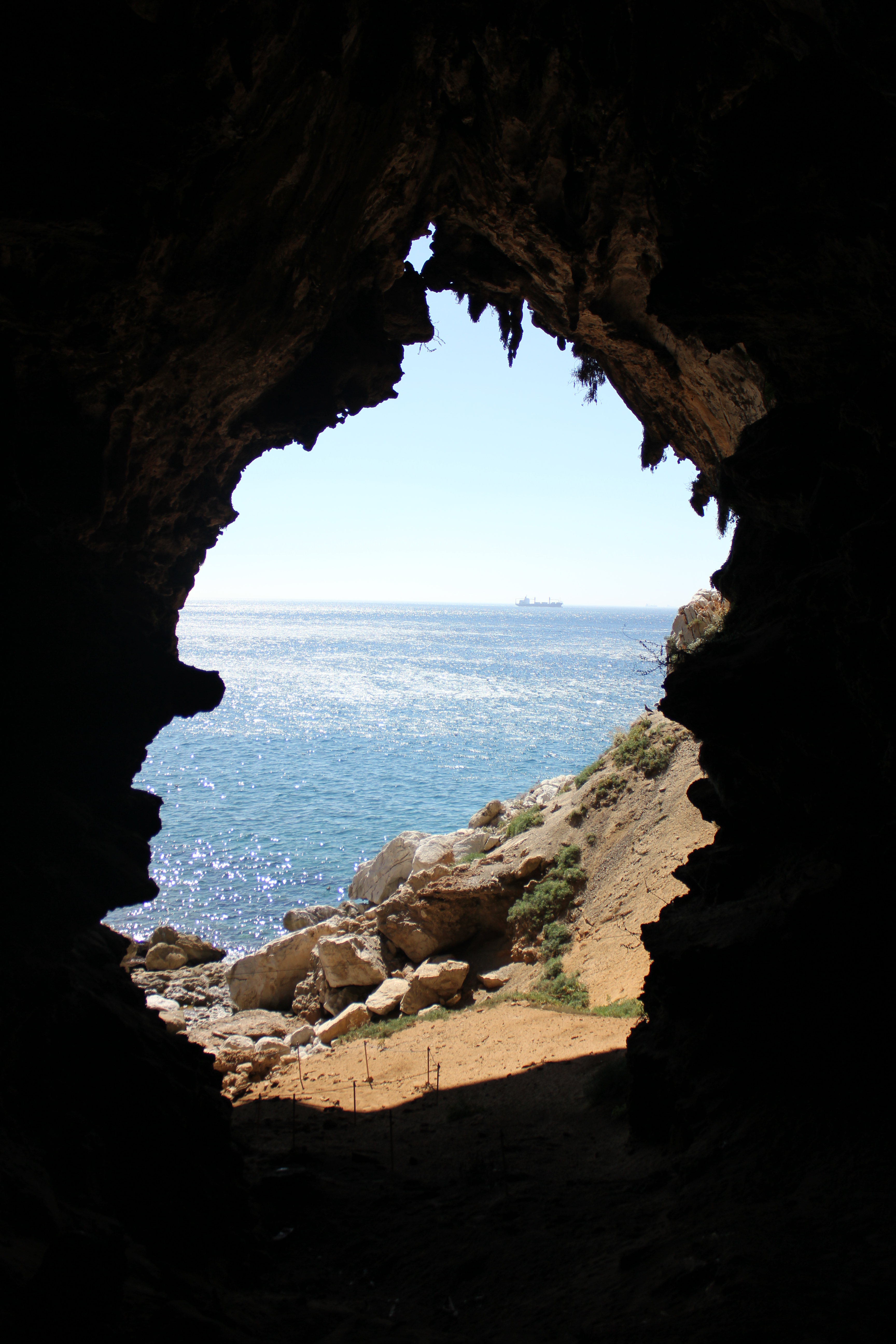
Vista actualmente desde dentro de la cueva

Las excavaciones de este lugar han dado como resultado el descubrimiento de cuatro capas estratigráficas. El primer nivel ha producido evidencias de uso por los fenicios entre los siglos VIII y III a. C. Bajo ese se encuentra un breve uso durante el Neolítico. El nivel III ha ofrecido al menos 240 artefactos del Paleolítico Superior de origen Magdaleniense y Solutrense. El nivel IV ha proporcionado 103 objetos, incluidas puntas de flecha, cuchillos y raederas, identificados como musterienses, y muestra uso repetido durante miles de años. La datación AMS da una fechas para este nivel entre 33 y 23 ka AP — los investigadores sintieron que las incertidumbres en esta profundidad de tiempo hacían imposible la calibración. Sugirieron una ocupación hasta, al menos, 28 ka AP y posiblemente 24 ka AP. No se han encontrado restos fósiles que pudieran permitir la identificación entre habitantes neanderthales o humanos anatómicamente modernos, ni asociaciones con el descubrimiento de un humano moderno en el abrigo de Lagar Velho (Portugal) de hace 24 500 años que presenta, pretendidamente, características híbridas entre Sapiens y Neanderthalensis, pero la cultura musteriense es habitualmente identificada en Europa con los neanderthales.

## Fauna
El complejo de cuevas es refugio para varias especies de murciélago, entre ellas el murciélago rabudo (Tadarida teniotis).
Las cuevas también forman el mayor dormidero de invernada, a nivel mundial, de aviones roqueros (Ptyonoprogne rupestris), con un máximo de 12.000 aves en la temporada de invierno 2020-2021, lo cual representa el 1-2% de todala población europea de esta especie.